# Torre del Cascante
La torre del Cascante se encuentra en lo alto de una loma en el municipio español de Alcalá la Real, provincia de Jaén, comunidad autónoma de Andalucía, formando parte del conjunto de las 12 atalayas que hoy día todavía subsisten de las 15 originales que establecían un cinturón defensivo en torno a la atalaya principal, que era la Fortaleza de la Mota.

## Descripción
Esta torre o atalaya de planta circular tiene en la base un reforzamiento de forma troncocónica que hace su perímetro sensiblemente mayor que el de otras torres cercanas (aproximadamente 23,40 metros). Su entrada aparece en alto y a ella se debía acceder por medio de unos troncos de madera dispuestos horizontalmente y embutidos en el cuerpo de la torre que, a modo de escalones en una escalera de caracol exterior, pondrían en contacto con el suelo la puerta de entrada de la torre. El remate se hizo con los típicos canecillos medievales que a modo de balconada circular permitiría dar una máxima visibilidad desde el edificio. La base está rellena en su interior por piedras y yeso, y enlucidas al exterior por sillares regulares bien trabajados.